# Pristotis obtusirostris
Pristotis obtusirostris är en fiskart som först beskrevs av Günther 1862.  Pristotis obtusirostris ingår i släktet Pristotis och familjen Pomacentridae. Inga underarter finns listade i Catalogue of Life.